# Osterhalde
Osterhalde ist ein mit Verordnung des Regierungspräsidiums Karlsruhe vom 16. Dezember 1994 ausgewiesenes Naturschutzgebiet mit der Nummer 2.186. 

## Lage
Das Naturschutzgebiet befindet sich im Naturraum Obere Gäue. Es liegt an einem Südhang des Neckartals zwischen der Stadt Horb am Neckar und dem Horber Stadtteil Ihlingen. Es ist Bestandteil des FFH-Gebiets Nr. 7517-341 Horber Neckarhänge.

## Schutzzweck
Der Schutzzweck ist vielfältiger Natur. Die Schutzgebietsverordnung listet die folgende Punkte auf:
- die Erhaltung und Förderung der auf allen größeren offenen Flächen des Südteiles der „Osterhalde“ vor kommenden blüten- und artenreichen Halbtrockenrasenbestände;
- die Erhaltung und Förderung der teilweise extensiv genutzten Wiesen mit Streuobstbeständen als ökologisch wertvoller Lebens- und Rückzugsraum einer artenreichen Insekten-, Kleinsäuger- und Avifauna;
- die Erhaltung und Förderung der wärmeliebenden Saumgesellschaften entlang der Waldränder und der Hecken- und Feldgehölzbestände;
- die Erhaltung, Förderung und Wiederherstellung der durch frühere Wirtschaftsformen entstandenen Steinriegel und Geröllhalden als Lebens- und Rückzugsraum spezialisierter Pflanzen- und Tiergemeinschaften;
- die Erhaltung, Pflege und Förderung der Hecken und Feldgehölze als kulturhistorische Landschaftselemente und als Lebens-, Rückzugs- und Nahrungsraum einer differenzierten Fauna und Flora;
- die Erhaltung und Förderung des südexponierten Waldbestandes, der im Wesentlichen der potentiellen natürlichen Vegetation entspricht, als Beispiel für die ursprüngliche Bewaldung des Neckartals bei Horb;
- die Erhaltung der inmitten des Osterhaldenhanges liegenden Ackerflächen als Lebensraum einer typischen Ackerrandstreifenvegetation sowie als Rückzugs- und Überwinterungsraum einer entsprechenden Insektenfauna.

## Flora und Fauna
Auf den Kalkmagerrasen der offenen Flächen des Osterhaldenhangs gedeihen das Helm-Knabenkraut, die Fliegen-Ragwurz, das Große Zweiblatt, der Kreuz-Enzian und der Gewöhnliche Fransenenzian. In dem Gebiet brütet der Neuntöter und von den 47 hier lebenden Tagfalterarten seien stellvertretend der Kleine Eisvogel und der Schlüsselblumen-Würfelfalter genannt.